# 網走観光交通
網走観光交通株式会社（あばしりかんこうこうつう）とは、北海道網走郡大空町に本社を置きバス事業などを行う企業である。2010年（平成22年）3月31日までの社名は網走交通バスであった。

## 歴史
戦前に網走町の新栗履地区（現在の網走市大空町東藻琴）にて殖民軌道運行を受託していた藻琴線運行組合が前身。旅客輸送も担っていたが客貨分離を行うこととなり、北見バス（北海道北見バスの前身）より車両と運行権を買収したのが始まりである。
1950年（昭和25年）には経営上の理由からバス事業を分離することとなり、村と運行組合の出資を中心として東藻琴交通株式会社を設立。トラック事業などとともに運営されたが、1955年（昭和30年）頃から網走バスとの合併話が度々取り沙汰されるようになり、第三セクター的な機構では発展に限界があることから、1959年（昭和34年）に網走交通株式会社に改組し完全民営化への布石とした。
1962年（昭和37年）には東急グループ入りし東藻琴村民に密着した運営を行っていた。一時は三菱鉱業が美唄、夕張の旧炭鉱地区で運行していた美鉄バス（旧美唄鉄道）を傘下に収めるなどの動きもあったが、2002年（平成14年）には事業効率化などを目的として、網走交通よりバス事業を分離して網走交通バス株式会社での営業を開始。2009年（平成21年）には株譲渡により東急グループから離脱しジェイ・ウィル・パートナーズ関連会社となったものの、2010年（平成22年）に代表取締役が全株を買い戻し網走観光交通株式会社に商号変更した。企業グループには属さない独立系会社となっているが、本社は網走交通東藻琴営業所と近接するなど、元の親会社である網走交通との関係は続いている。
路線は過疎化やモータリゼーション化が進行でワンマン運転開始などの合理化も講じられたものの、1975年（昭和50年）までに女満別線と明生線が廃止された。川湯線は1987年（昭和62年）に休止。北見線は2001年（平成13年）に美幌発着に変更されて廃止され、その美幌線も2004年（平成16年）に沿線人口僅少により廃止された。軌道客貨分離の路線となる2路線は、山園線は長らくスクールバス的要素の強いダイヤで存続したものの、2009年（平成21年）に廃止となりスクールバス化された。現在は網走線のみが運行される。
なお、軌道事業に関しては東藻琴村営軌道を参照されたい。

### 年表
- 1948年（昭和23年）11月 藻琴線運行組合が車両1台と東藻琴 - 藻琴間の運行権を買収し、バス事業を開始。
- 1950年（昭和25年）6月 バス事業を分離して東藻琴交通株式会社を設立。7月20日よりバス運行を開始し、殖民軌道の運行も受託する。
- 1951年（昭和26年） 藻琴 - 網走間延長。現在の網走線。
- 1952年（昭和27年）7月10日 一般貸切旅客自動車運送事業免許取得。
- 1959年（昭和34年）
  - 4月15日 網走交通株式会社に商号変更（バス、トラック、石油、砕石、不動産等の事業会社）。
  - 8月 - 網走営業所開設。
- 1962年（昭和37年）8月 網走駅前に「網走交通ビル」落成、本社移転。旧本社は東藻琴営業所となる。
- 1965年（昭和40年）
  - 5月30日 東京急行電鉄が資本参加。
  - 9月25日 東藻琴村営軌道廃止により軌道運行受託が終了。
- 1970年（昭和45年）4月1日 東北海道貸切バス事業協同組合発足、加盟。
- 1974年（昭和49年）4月1日 ワンマン運転開始。
- 1984年（昭和59年）4月1日 他社競合区間および東藻琴市街地を除いた区間で自由乗降制開始。
- 1985年（昭和60年）1月28日 美鉄バスを買収し子会社化。
- 1988年（昭和63年）10月8日 網走交通ビル新築移転[1]。
- 2002年（平成14年）
  - 4月1日 美鉄バス解散。
  - 7月1日 バス事業を分社し、網走交通バス株式会社営業開始。網走交通が全株保有。
- 1992年（平成4年）12月3日 東藻琴営業所新築落成。
- 2009年（平成21年）10月1日 網走交通が所有する全株をジェイ・ウィル・パートナーズ関連会社に譲渡、東急グループから離脱。
- 2010年（平成22年）4月1日 代表取締役が前日までに全株を買い戻し、ジェイ・ウィル・パートナーズ関連会社から離脱。網走観光交通株式会社に商号を変更し、本社を大空町東藻琴へ移転[2]。

## 事業所
本社・本社営業所
北海道網走郡大空町東藻琴71-2
窓口、待合室を設置。最寄り停留所名は「バス会社前」。併設の自動車整備は元親会社の網走交通の事業である。
札幌営業所
北海道北広島市希望ケ丘1丁目4-1
2011年（平成23年）4月に開設された貸切バス専門営業所。斜里バス札幌営業所と同居している。同年3月までは千歳市に千歳営業所が置かれていた。
阿寒営業所
北海道釧路市阿寒町阿寒湖温泉4丁目6-10
貸切バス専門営業所。鶴雅リゾートの送迎バスを受託している。

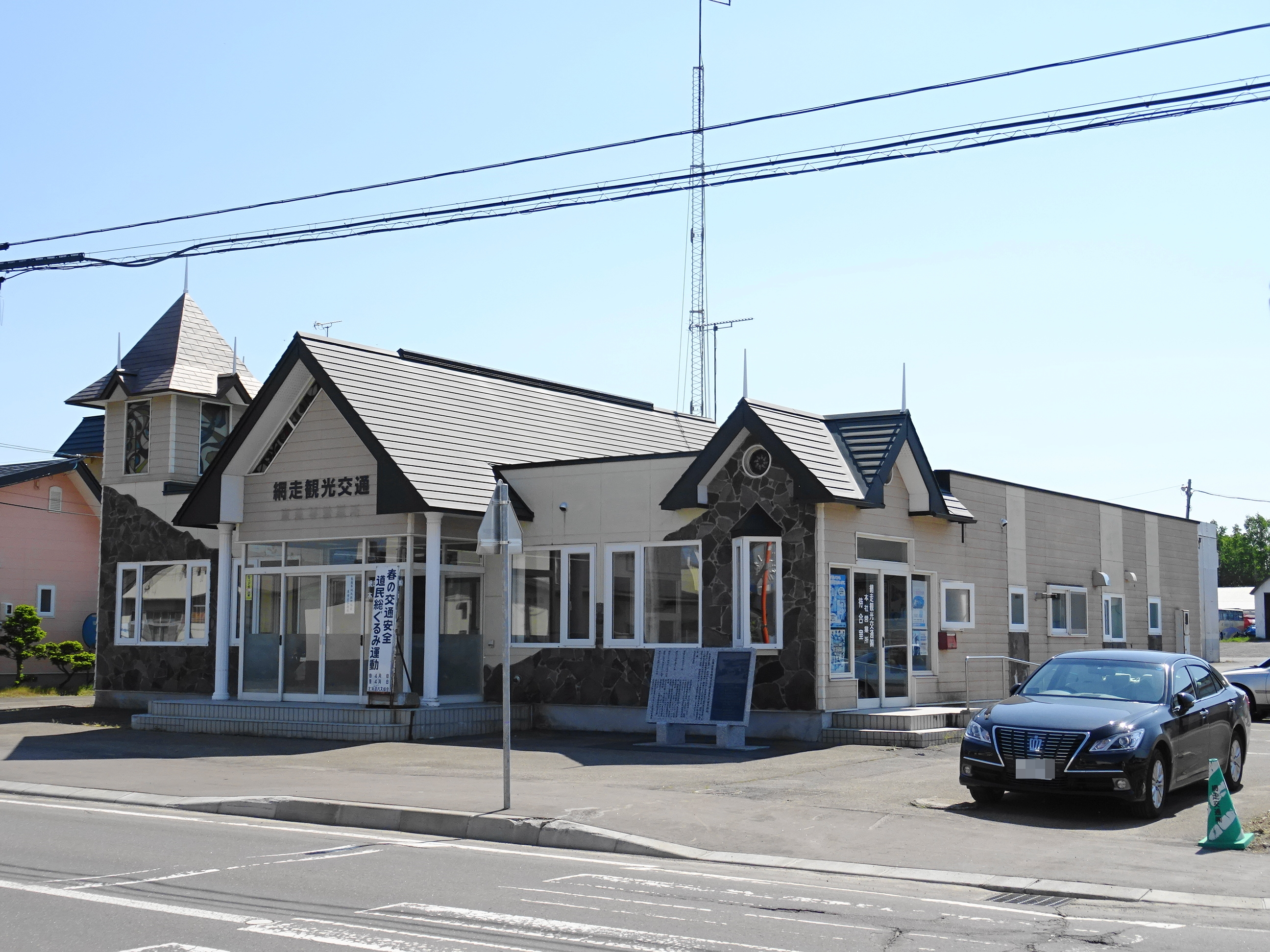
本社・本社営業所
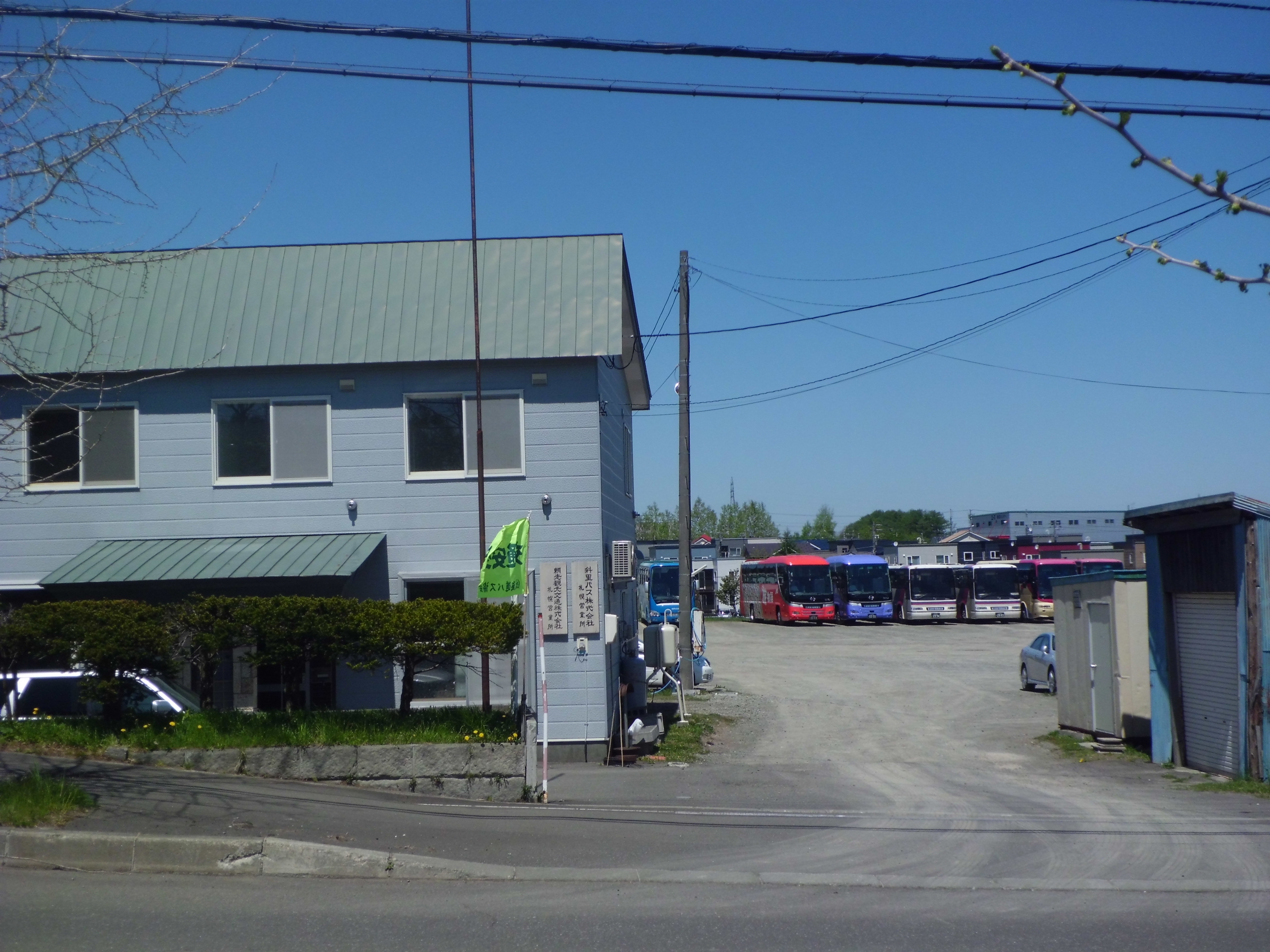
札幌営業所
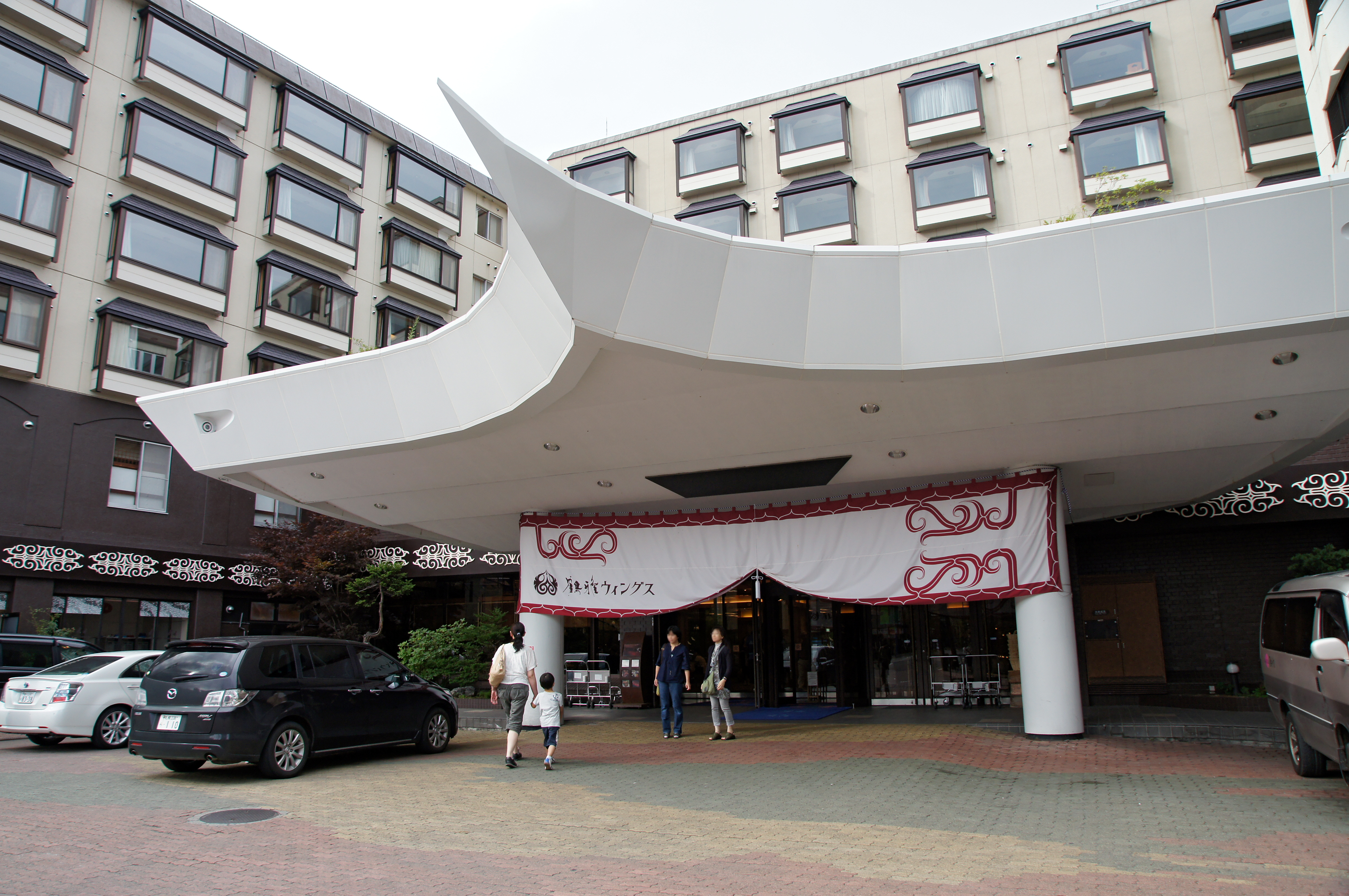
阿寒営業所（鶴雅ウィングス内）

## 路線バス

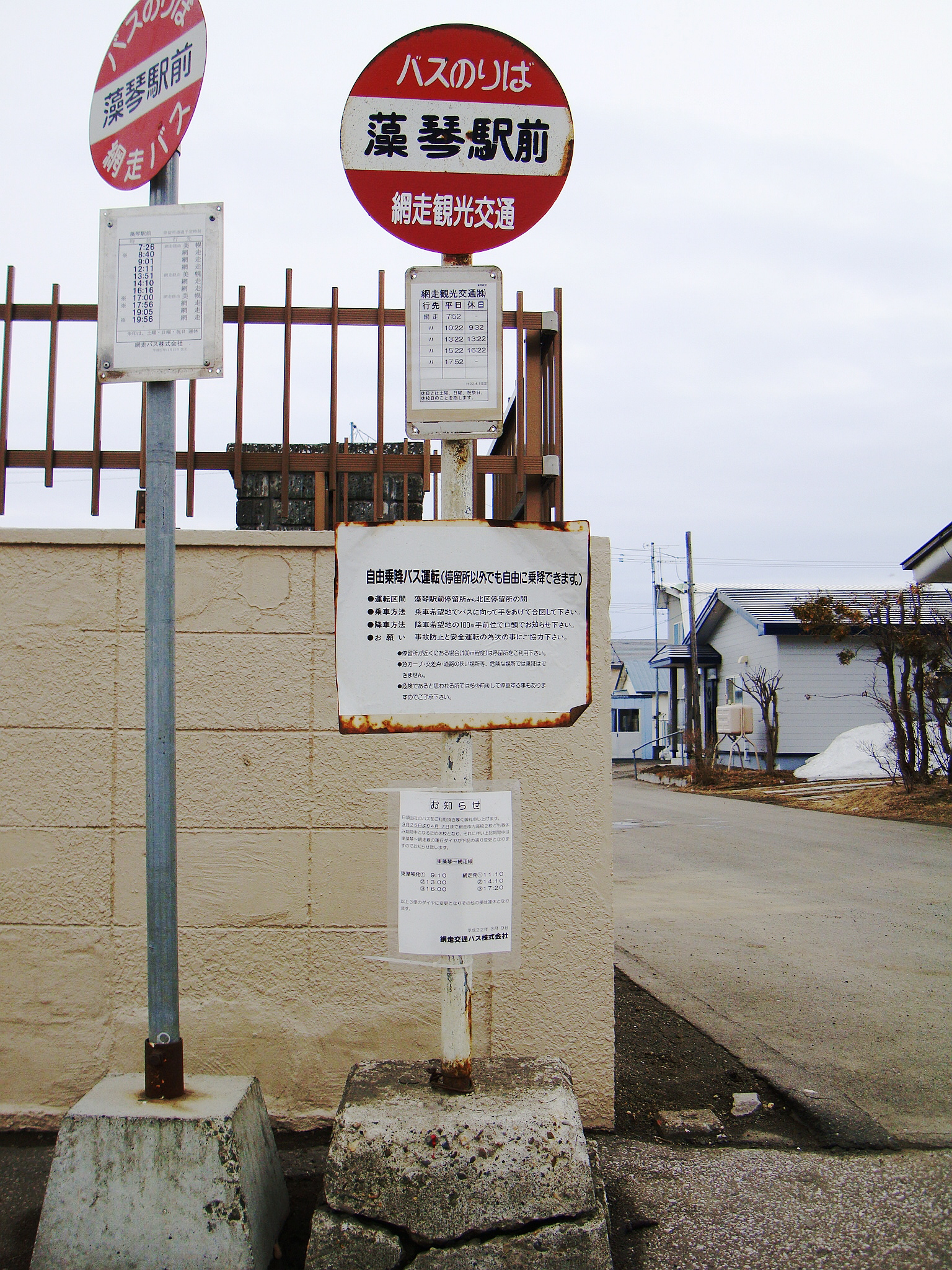
停留所一例

路線バス車両は2017年（平成29年）3月31日現在で登録上は9台となっている。一般路線は東藻琴を中心とし北見市、美幌町、女満別町（現・大空町女満別）、東藻琴地域内で運行されていたが、2009年（平成21年）4月以降は網走市への1路線のみ運行する。
2022年（令和4年）4月1日現在。
網走線
原紺商店前 - 中央 - バス会社前 - 北区 - 稲富 - 山里 - 昭和 - 東小学校前 - 藻琴駅前 - 鱒浦駅前 - 駒場8丁目 - 南8条 - 網走バスターミナル - 厚生病院前 - 支庁前 - （向陽団地中央 - ）網走駅前
北区 - 藻琴駅前は自由乗降区間。向陽団地中央（網走桂陽高校最寄り）は平日の網走行始発便と網走発最終便のみ経由する。網走バス競合区間では一部通過や名称が異る停留所がある。停留所を共用する箇所があるが、乗車券は運行会社の物のみ有効。

### 休廃止路線

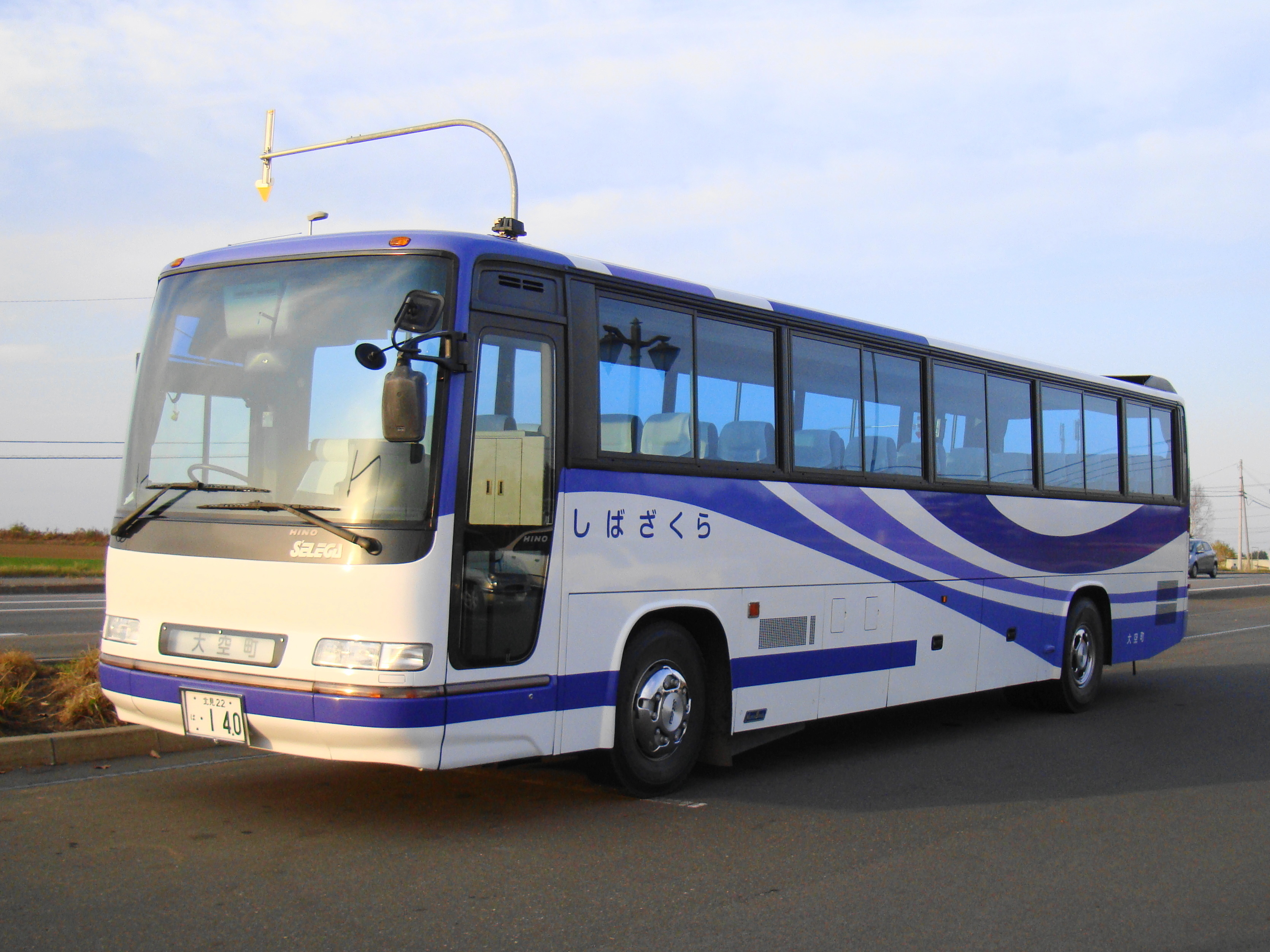
東藻琴 - 女満別巡回バス

川湯線・山園線
バス会社前 - 中央 - 原紺商店前 - 宮前 - 末広 - 藻琴山温泉 - 福山 - 山園 - 藻琴山 - 川湯温泉
川湯線は1987年（昭和62年）7月1日休止。6月中旬 - 9月下旬までの季節運行で阿寒バスと相互乗り入れも行われた。山園線は2009年（平成21年）4月1日廃止。両路線とも網走線との直通系統も運行されていた。
北見線・美幌線
バス会社前 - 中央 - 千草 - 開陽 - 自衛隊前 - 美幌町役場 - 美幌駅前 - 緋牛内 - 端野 - 北見バスターミナル
1962年（昭和37年）10月18日に北見バスと相互乗り入れで開設されたが北見バスは間もなく撤退。北見線は2001年（平成13年）4月1日に美幌までに短縮され美幌線となり、美幌線は2004年（平成16年）5月1日に廃止された。
女満別線
バス会社前 - 中央 - 千草 - 開陽 - 大成 - 女満別駅前
1959年（昭和34年）3月11日開設、1973年（昭和48年）12月1日廃止。大空町が東藻琴支所 - 女満別駅前間に町民向け巡回バスを運行する。
明生線
バス会社前 - 中央 - 新富 - 明生
1975年（昭和50年）4月1日廃止。
まりも急行札幌号・まりもエクスプレス帯広号
阿寒湖温泉（主要ホテル、阿寒湖バスセンター） - 足寄道の駅・本別道の駅・池田駅・十勝川温泉・帯広駅（とかちプラザ前） - 新千歳空港 - 札幌（センチュリーロイヤルホテル）
- 完全予約制。
- 当初はまりも急行札幌号として阿寒湖温泉 - 帯広駅 - 札幌駅を運行していた。運行開始については網走観光交通の公式サイトには特別の記載がないものの、阿寒湖温泉の旅館「あかん遊久の里 鶴雅」の公式サイトによれば、2016年11月1日 - 2017年3月31日の同ホテル送迎バスについて「網走観光交通運行の路線バス」と記載があることから、遅くとも2016年11月1日には運行を開始している。なお2016年4月1日 - 10月31日にも同様の同ホテル送迎バスが設定されていたものの、こちらには「網走観光交通運行の路線バス」の記載はない。
- 2018年8月1日より運行区間を阿寒湖温泉 - 帯広駅に短縮し、まりもエクスプレス帯広号に改称した。2018年10月1日には「本別道の駅」「池田駅」停留所を増設した。
- 2022年3月31日をもって休止となった。
- 阿寒湖温泉地区以外の途中停留所は、阿寒湖温泉発は降車のみ、阿寒湖温泉行きは乗車のみ可能。ただし札幌発着での運行当時は、足寄・十勝川温泉から乗車して新千歳空港・札幌で降車、ならびに札幌・新千歳空港で乗車して十勝川温泉・足寄で降車することも可能となっていた。

珍しいバス停留所名としてテレビ番組等で紹介された「○○さん前」は網走線に2箇所あり、川湯線・山園線に5箇所あった。

## 貸切バス
| 鶴雅グループ専用車 |  | 特急知床号 |
| 鶴雅グループ専用車 |  | 特急知床号 |

貸切バス車両は27台保有。事業は通常は北見運輸支局管内、札幌運輸支局管内、釧路運輸支局管内、帯広運輸支局管内、室蘭運輸支局管内のうち苫小牧市、白老郡、勇払郡での発着が認められている。
事業区域は貸切バス事業者安全性評価認定制度による優良事業者に限定した営業区域の弾力的な運用による特例で北海道全域となっていたが、事業者側起因による事故により2017年（平成29年）9月6日付で認定取り消しとなり通常の営業区域に戻った。欠格期間を経て、2020年（令和2年）度に再度認定され、2025年（令和7年）4月1日現在北海道全域となっている。
道東地区事業者10社で組織する東北海道貸切バス事業協同組合 (BUS CENTER)に加盟する。
鶴雅リゾートの委託を受け送迎専用車両を導入するほか、冬期にウトロ温泉契約ホテルからの委託を受け、宿泊者限定の無料送迎バス「特急知床号」を一般貸切車両で運行する。

## 車両

### 路線バス
路線バスは大半が貸切バス車両を転用。車内装置などを整備の上で運用される。2009年（平成21年）11月に路線転用された車両には東藻琴の観光PRとして「ひがしもこと芝桜公園」のラッピング広告が施された。

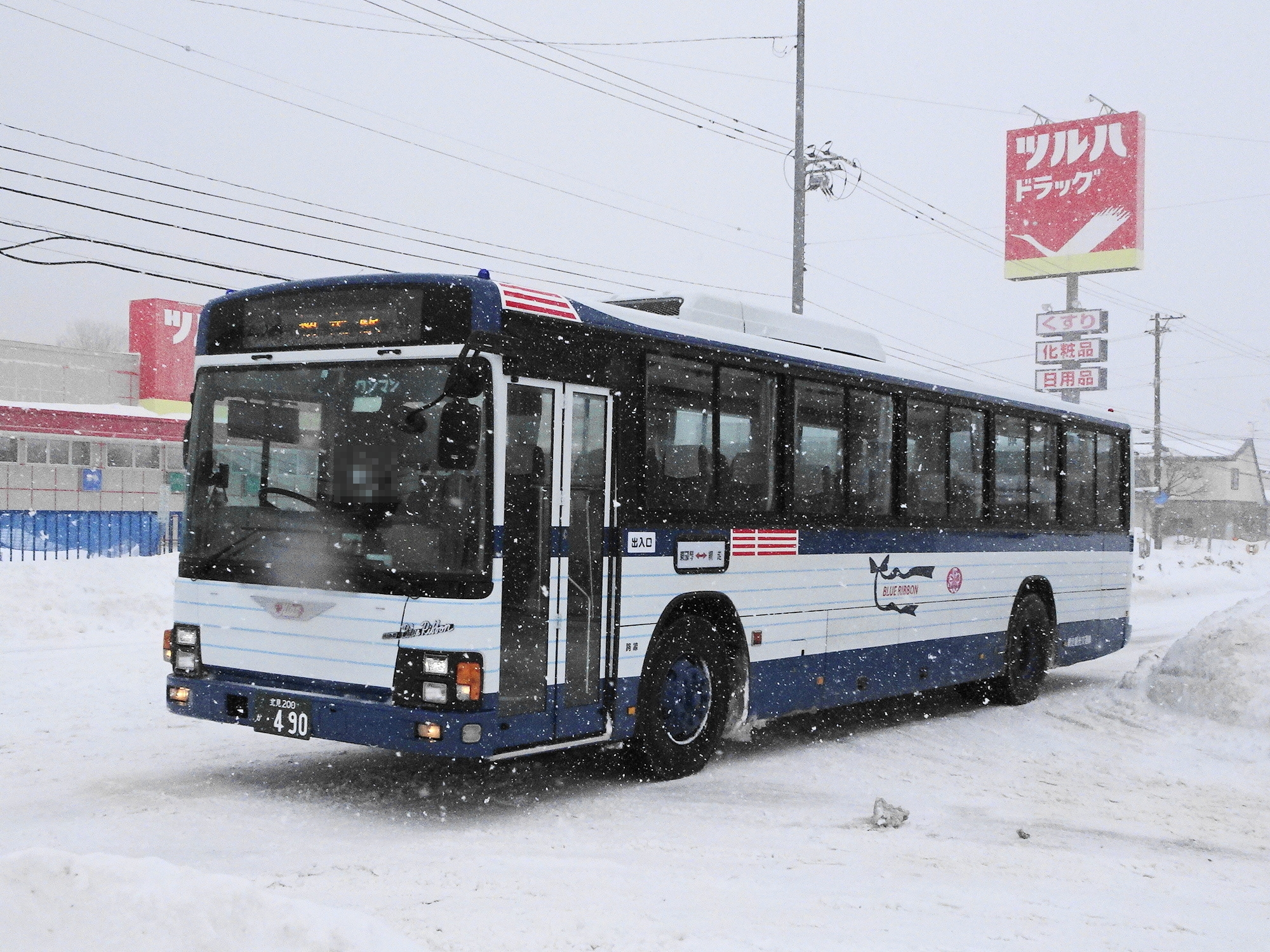
路線車（日野・ブルーリボンII）
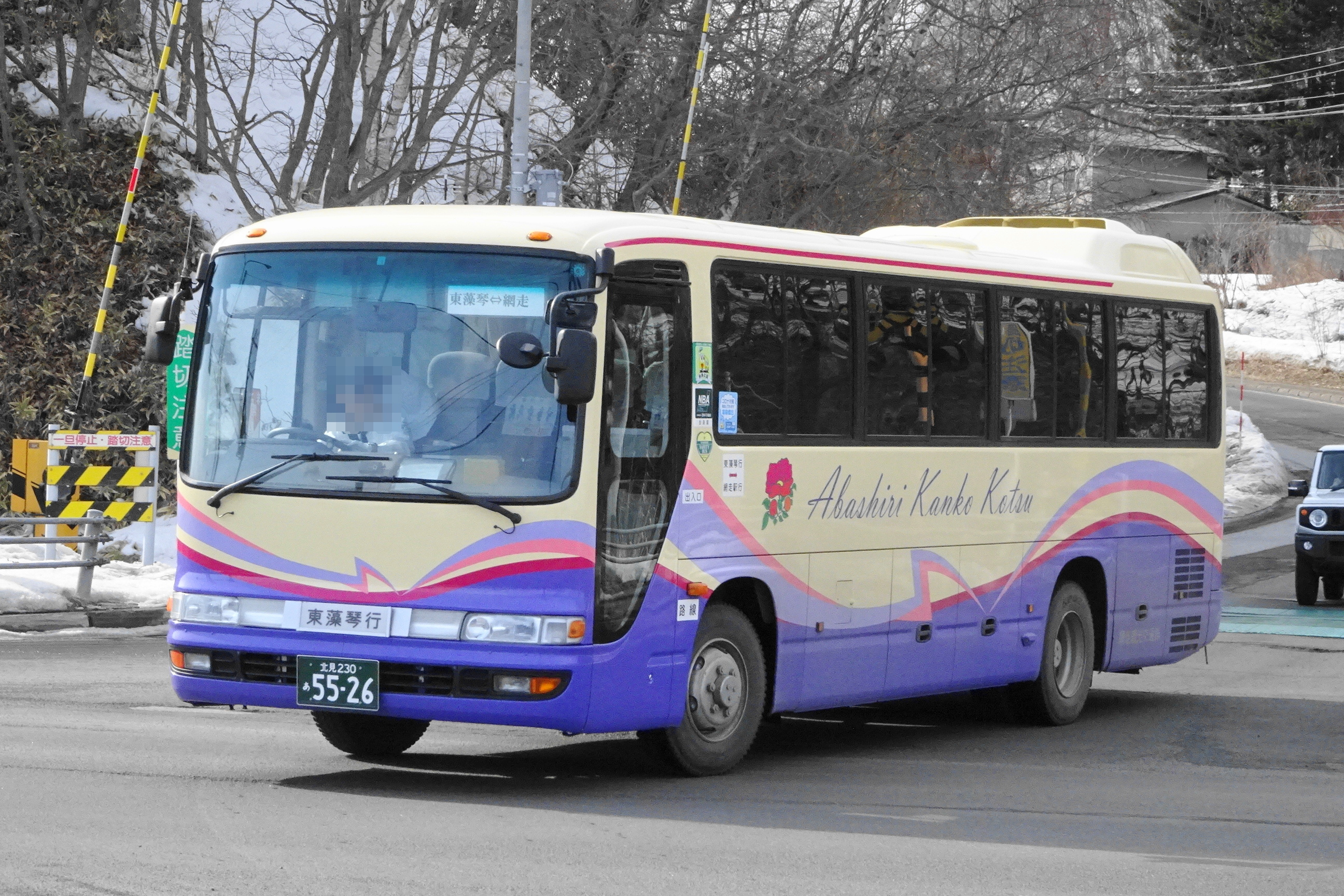
貸切車から転用
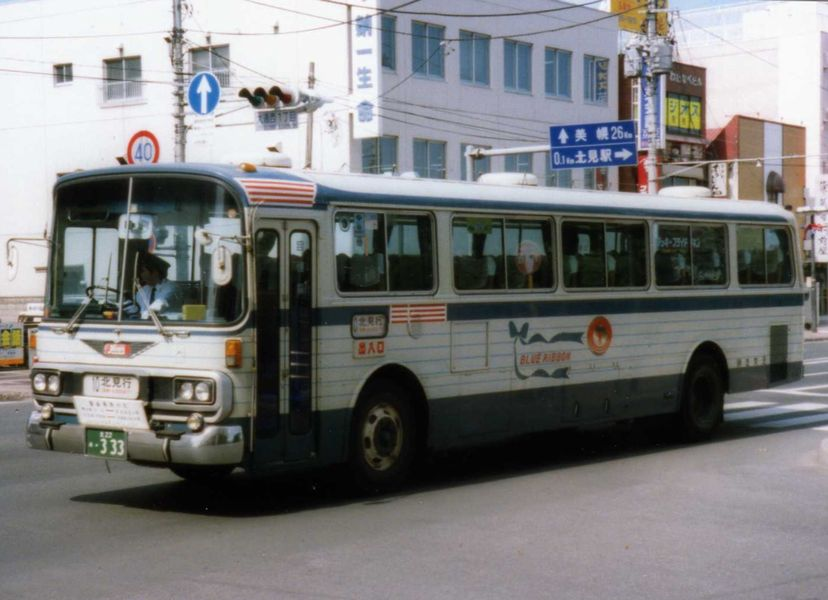
1990年代半ばまで稼動していた日野RV
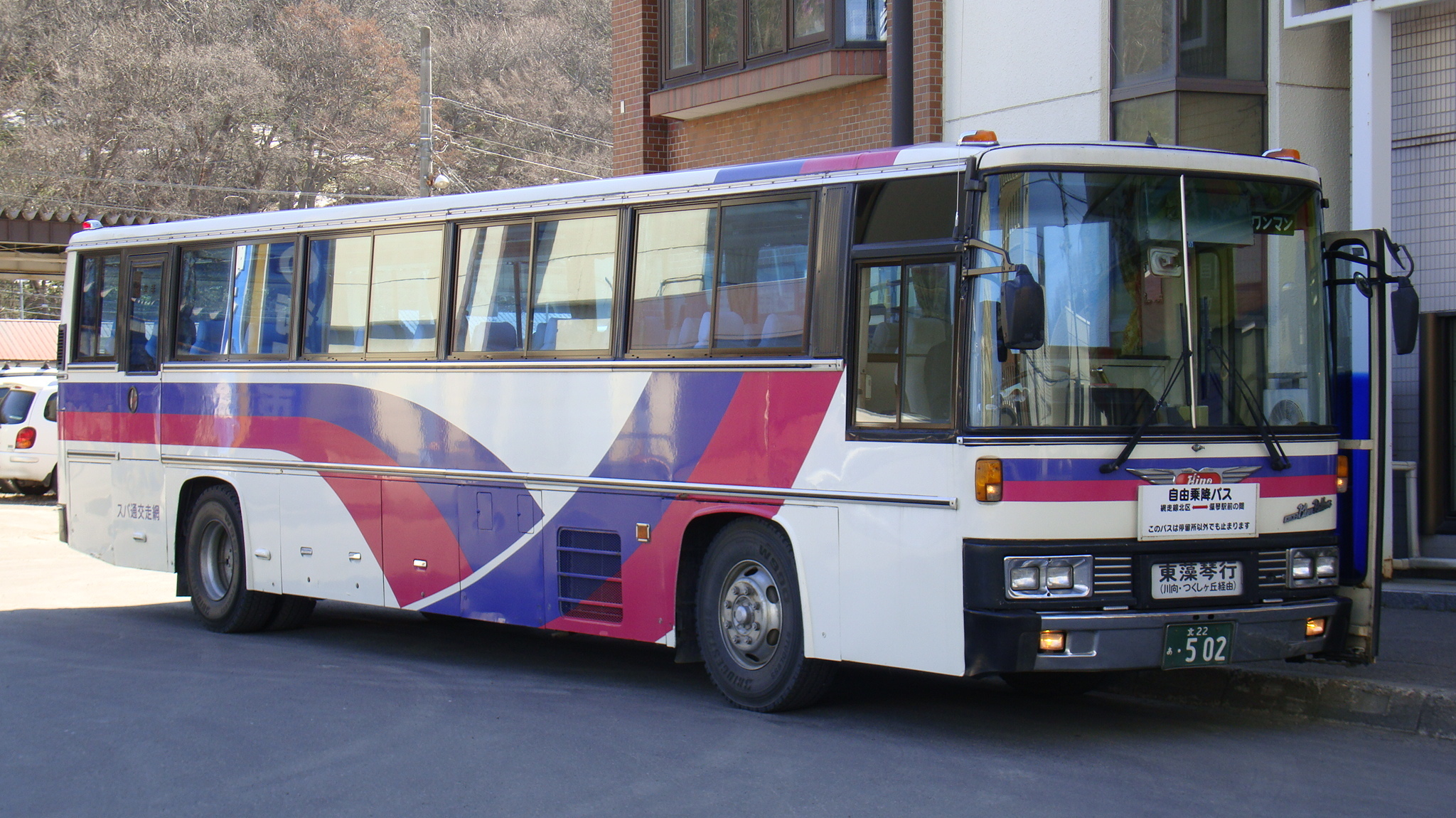
2009年11月まで稼動していた日野・ブルーリボン前期型
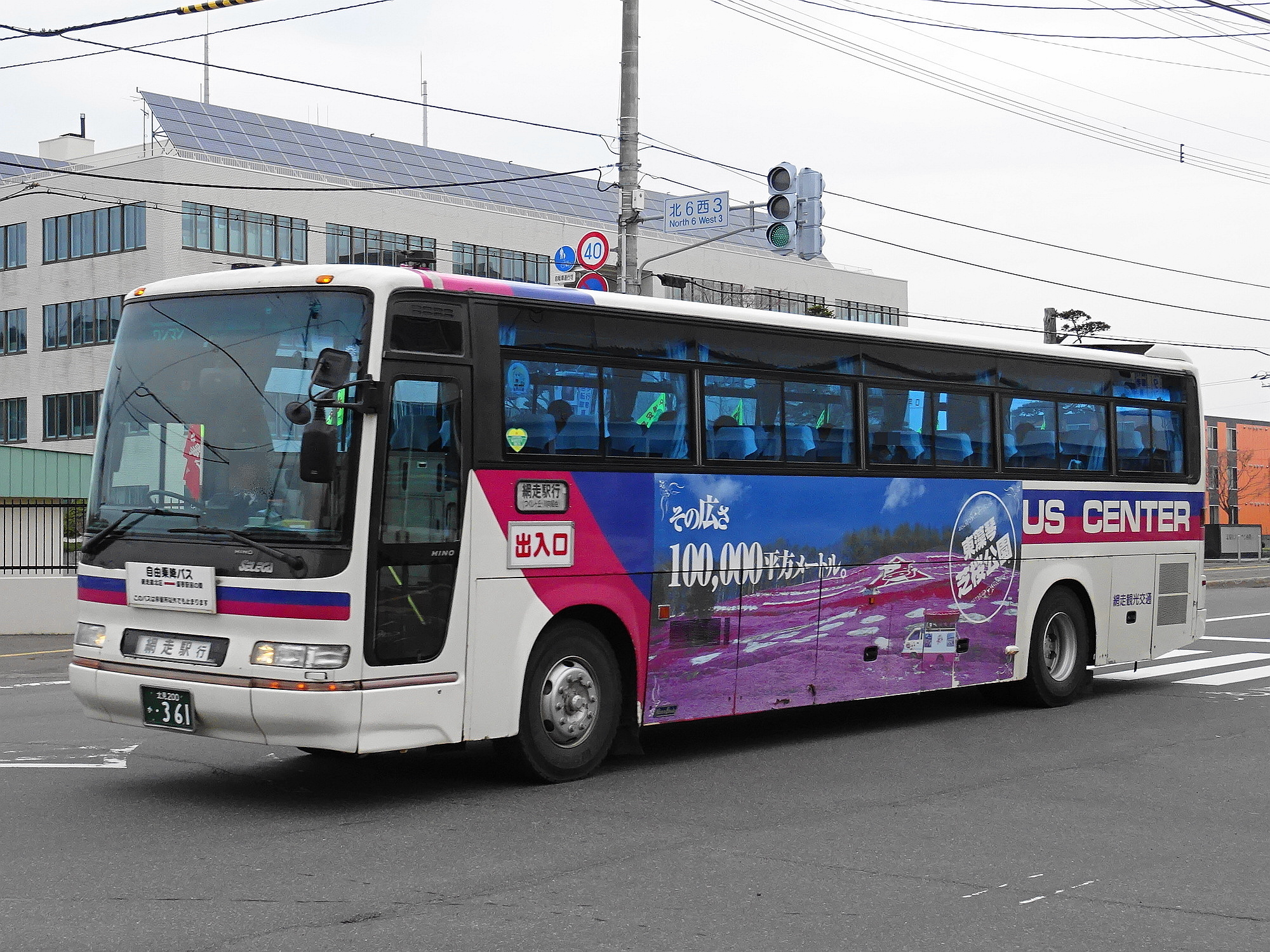
ひがしもこと芝桜公園ラッピング車

### 貸切バス
BUS CENTERカラー、自社カラーの「ハマナスカラー」や旅行会社専用カラーなどがある。東急マーキュリーカラーは美鉄バスから引き継いだ車両にのみあり、自社導入車では採用されていなかった。

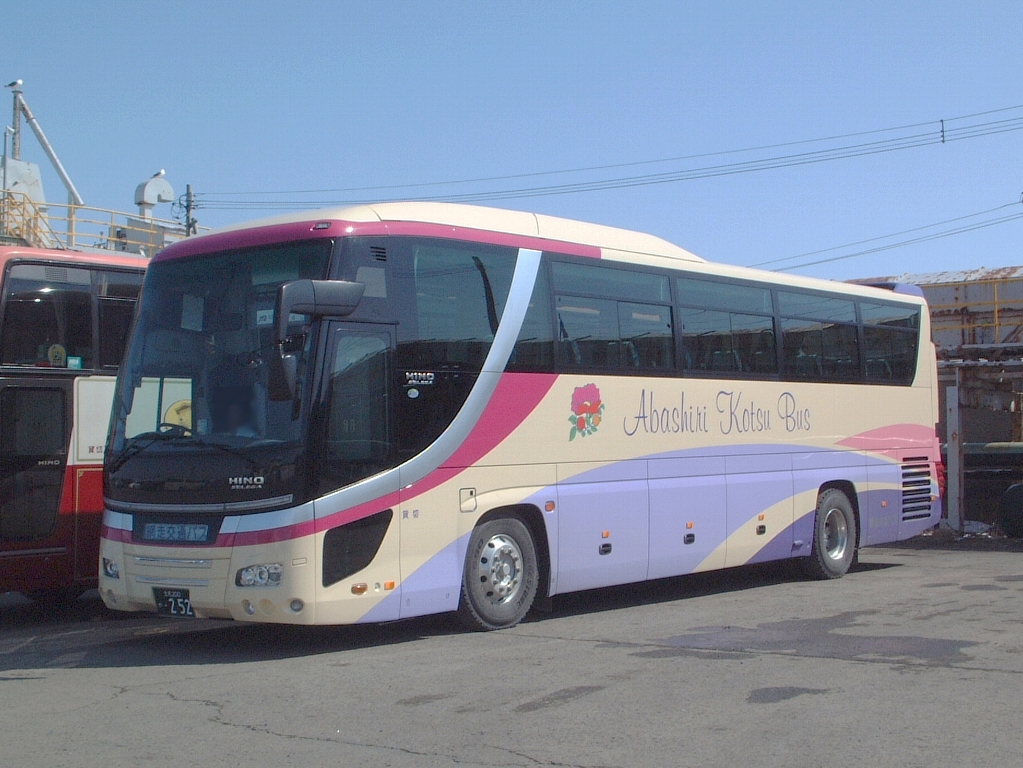
網走交通バス表記のハマナスカラー
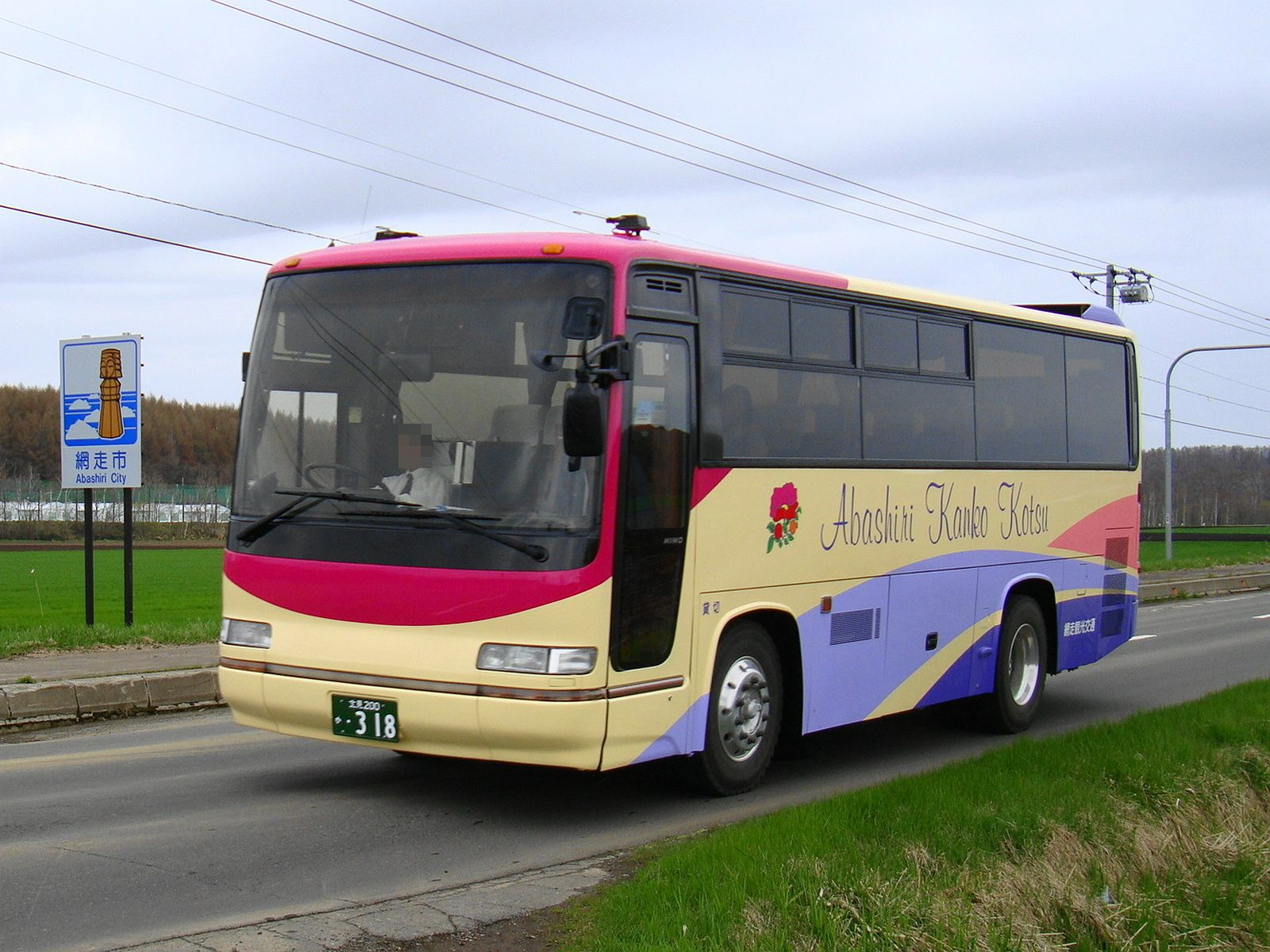
日野・セレガFC
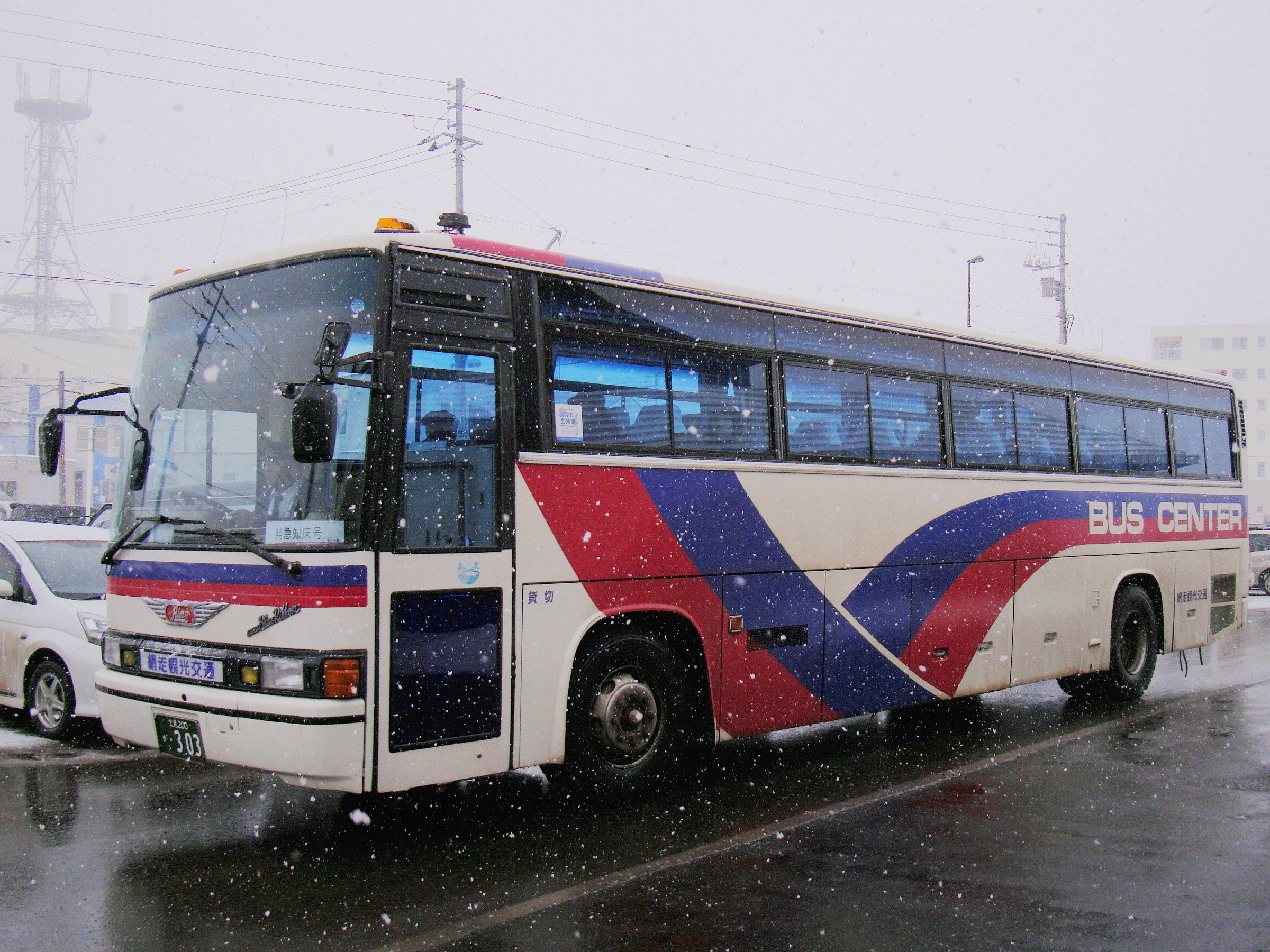
BUS CENTERカラーの日野・ブルーリボン
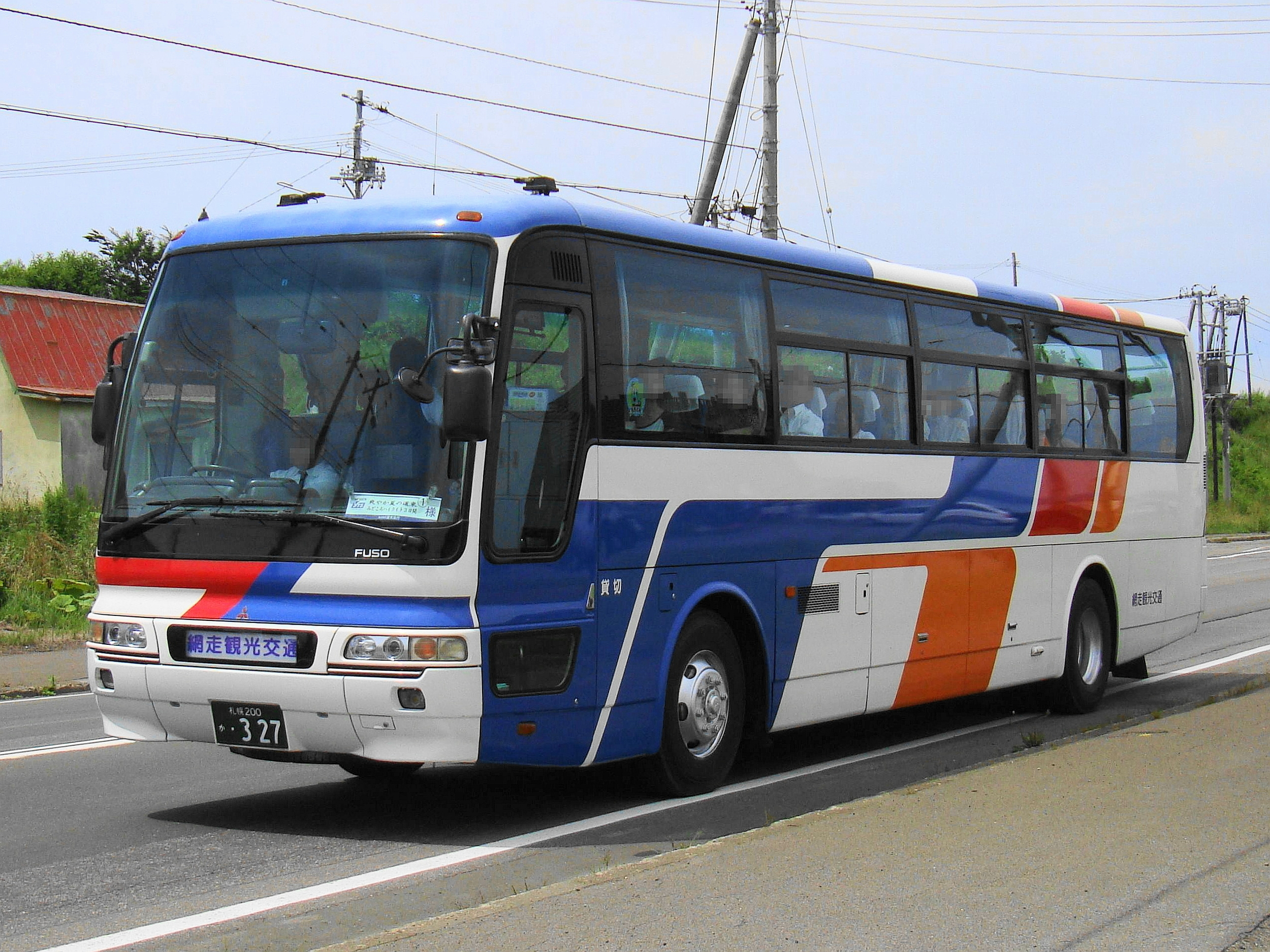
東急マーキュリーカラーの三菱ふそう・エアロバス（美鉄バス引継車）
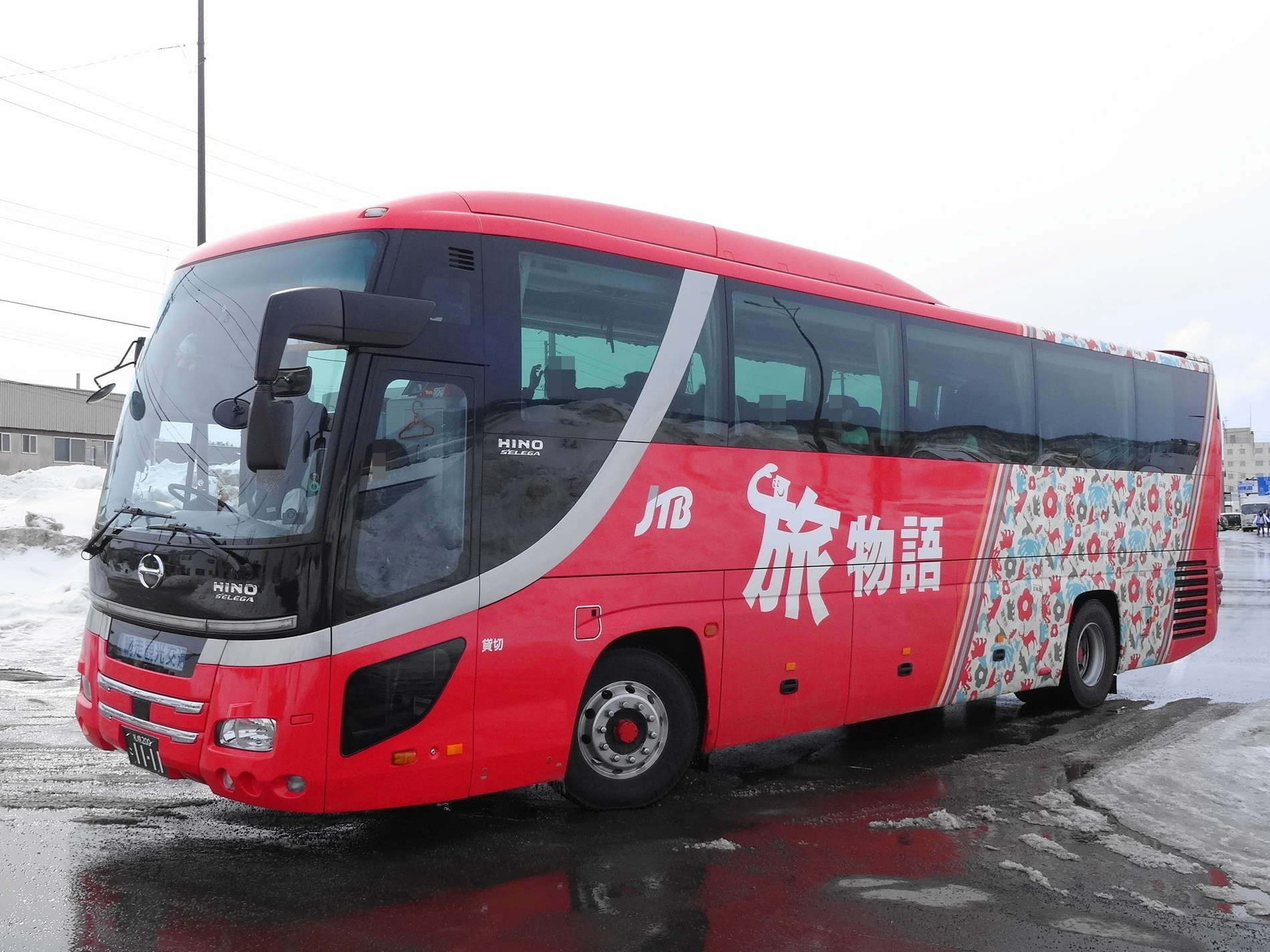
JTB旅物語カラーの日野・セレガ
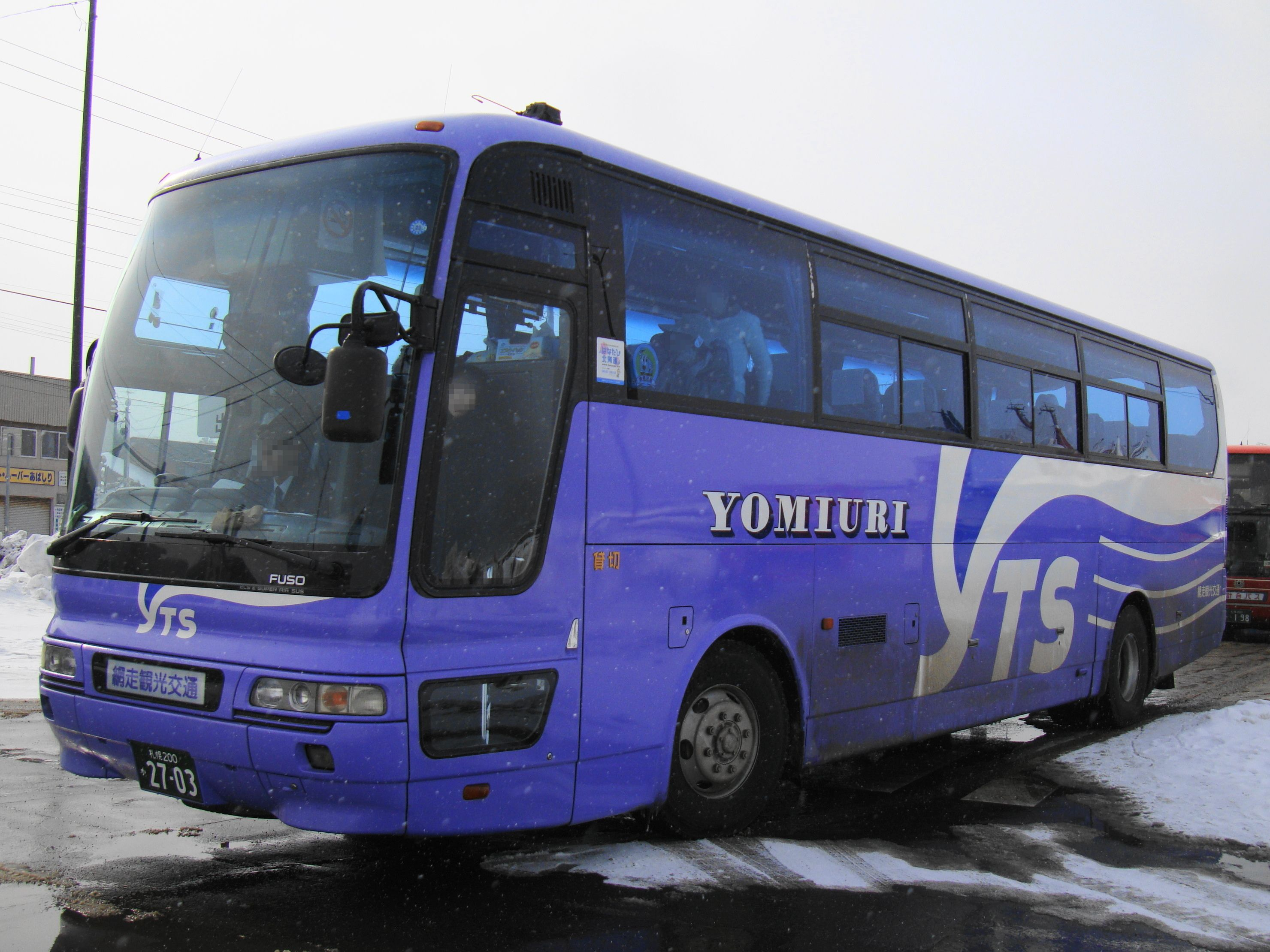
読売旅行カラーの三菱ふそう・エアロクィーンI（美鉄バス引継車）
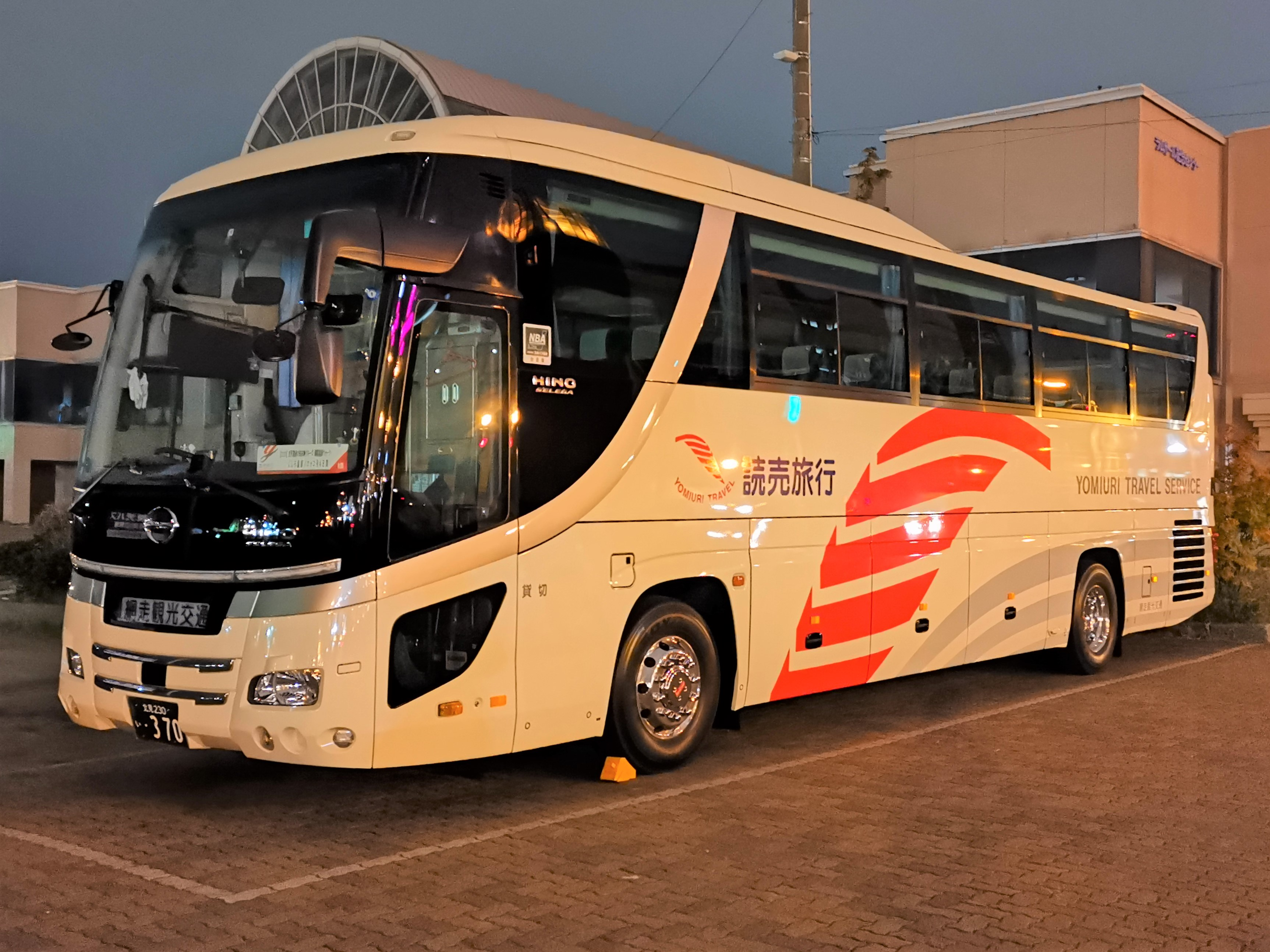
読売旅行カラーの日野・セレガ
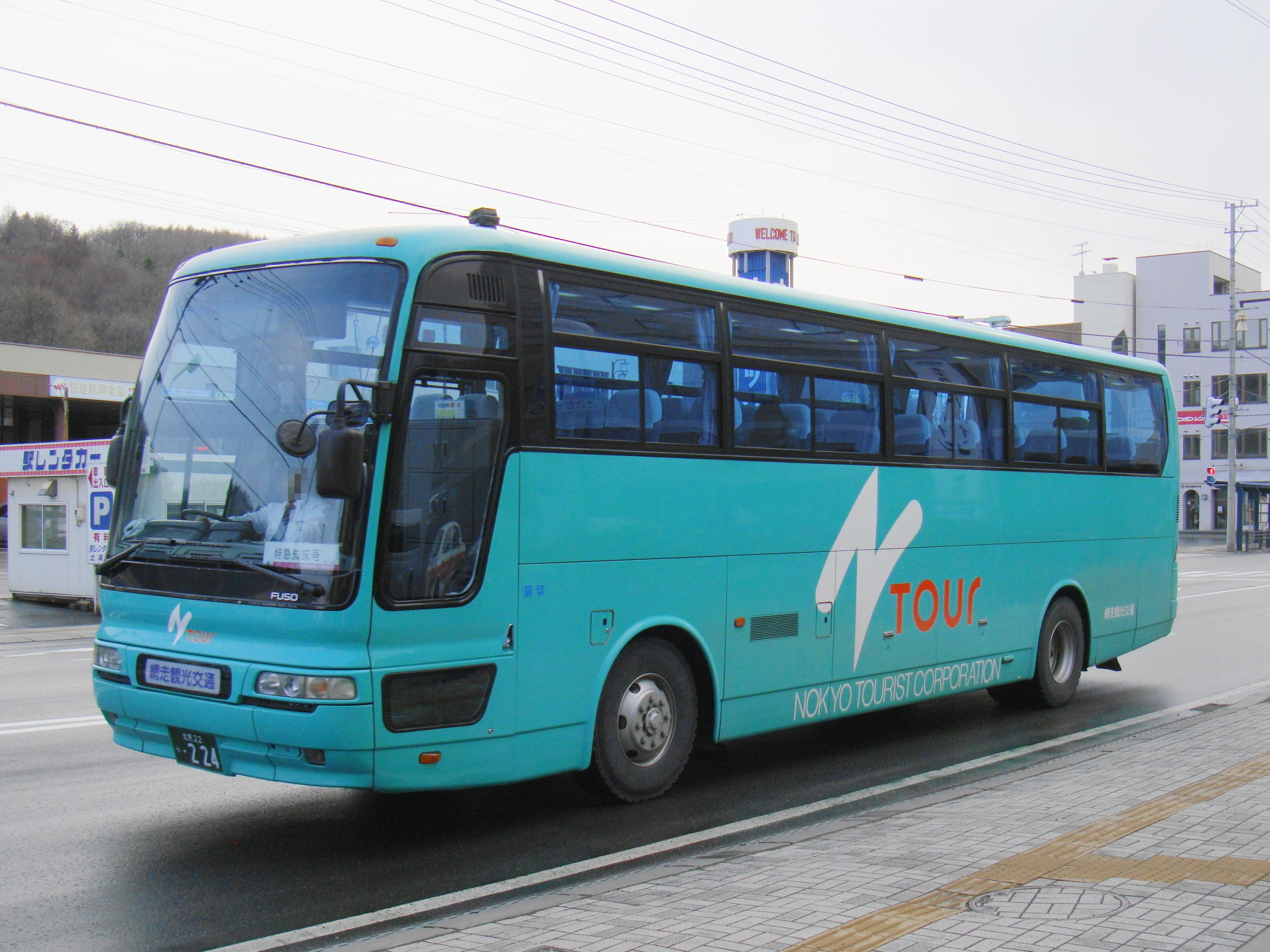
農協観光カラーの三菱ふそう・エアロクィーンI
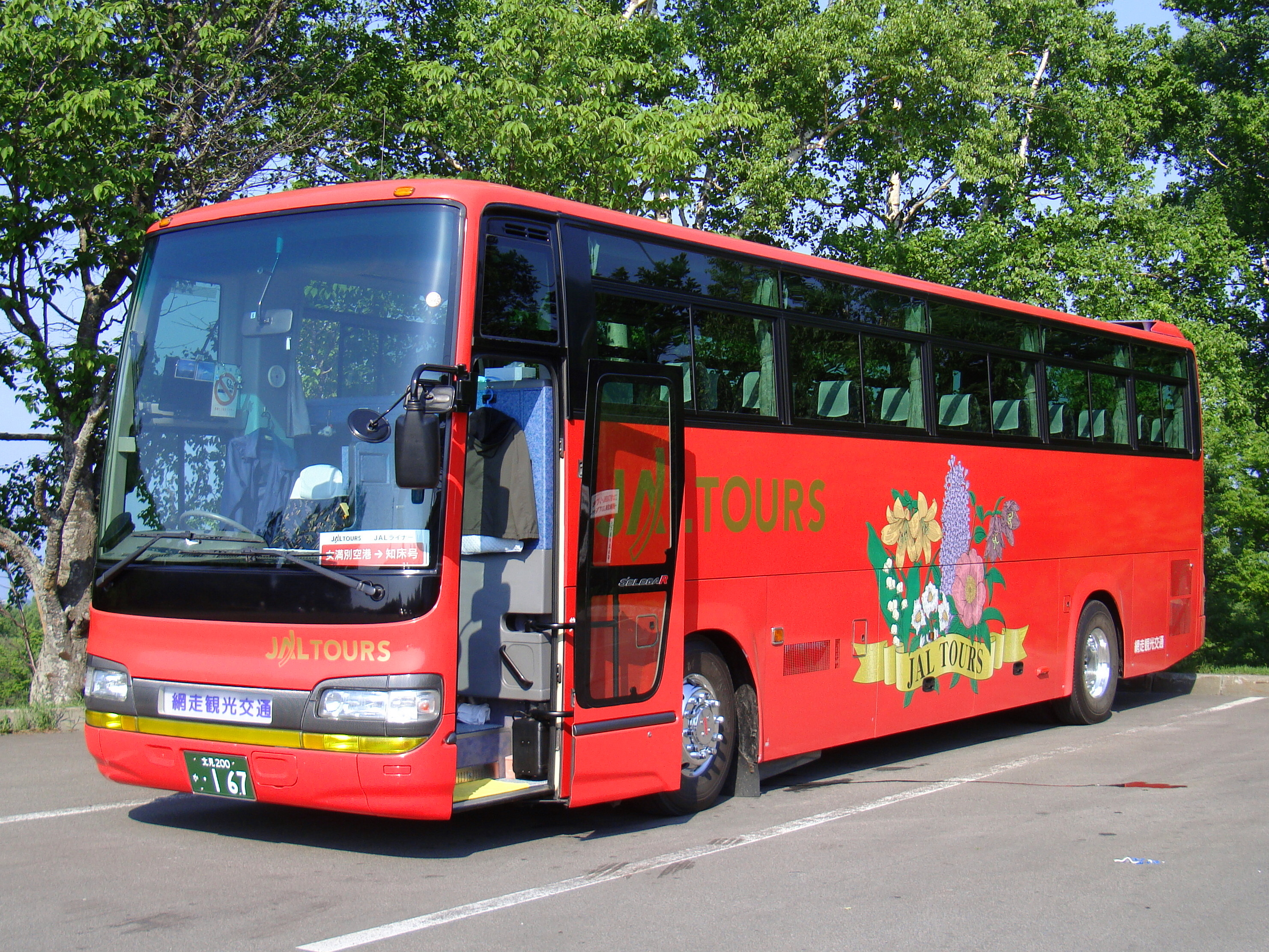
JAL TOURSカラーの日野・セレガ
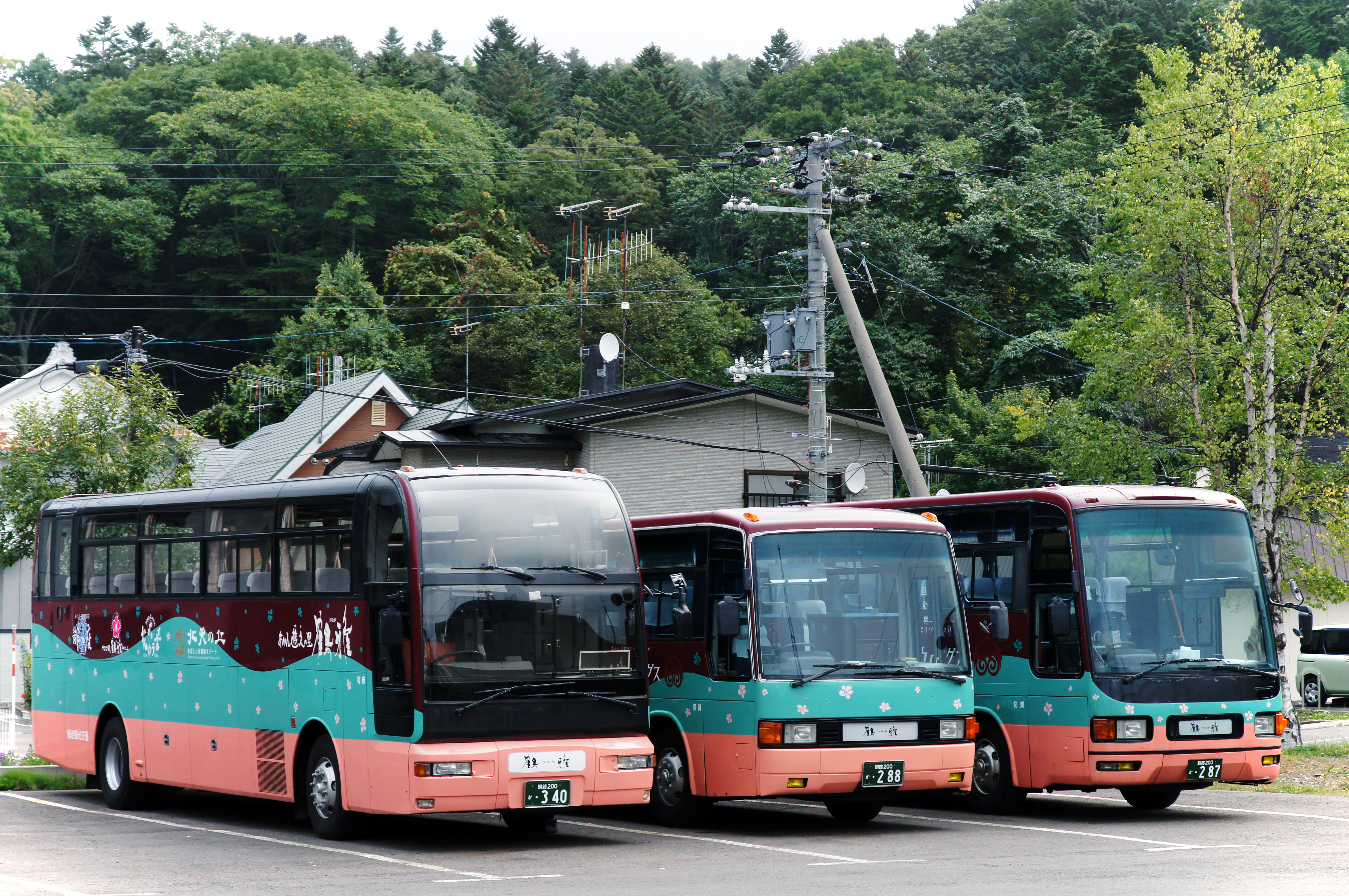
鶴雅グループ専用車群